# Freddy Meyer
Frederick Meyer IV, född 4 januari 1981 i Sanbornville, New Hampshire, USA, är en före detta amerikansk professionell ishockeyspelare. Han har spelat för Modo Hockey SHL och i NHL-klubbarna Atlanta Thrashers, Philadelphia Flyers, Phoenix Coyotes och New York Islanders.